# Confrontos étnicos entre gedeos e gujis na Etiópia
Os confrontos entre gedeos e gujis foram conflitos étnicos na Etiópia entre os povos gujis e os gedeos. Esses confrontos gedeos-gujis, iniciados em 2018, tiveram como causa um conflito territorial entre a Zona Guji e a Zona Gedeo com os crescentes distúrbios políticos no país.
Os confrontos levaram cerca de 800.000 gedeos, em sua maioria a fugirem de suas casas, um número maior e por um período menor de tempo do que ocorreu no auge da mais divulgada Crise Ruainga, em Mianmar, no ano anterior. O governo pressionou os refugiados a voltarem para suas casas, apesar destes temerem por suas vidas, muitas vezes negando aos refugiados acesso à ajuda humanitária.
Esse conflito é concomitante com os confrontos entre oromos e somalis no leste do país. Os conflitos étnicos envolvendo os gujis levaram a Etiópia a ter o maior número de pessoas que fugiram de suas casas no mundo em 2018. Alguns culparam o primeiro-ministro Abiy Ahmed por dar espaço a grupos políticos anteriormente banidos pelos governos liderados pelos tigrínios, como o Ginbot 7 e a Frente de Libertação Oromo.